# Patricia Axling
Patricia Nathalie Axling, född 16 december 1987 i Stockholm, är en svensk thaiboxare.

## Karriär
Som 12-åring flyttade Axlings familj till Ystad och kort därefter började hon med kampsport i Ystad Karateklubb. Axling började dock inte med thaiboxning förrän 2014 och hade dessförinnan tagit sex SM-medaljer i karate och två SM-medaljer i boxning.
2016 tog Axling både VM- och EM-guld i 57 kg-klassen och återupprepade sedan den bedriften även under 2017. Därefter blev det brons vid VM 2018, silver vid EM 2019 och återigen brons vid VM 2021.
I februari 2022 tog Axling sitt tredje EM-guld i 57 kg-klassen vid EM i Istanbul. I juni 2022 tog hon även sitt tredje VM-guld i 57 kg-klassen vid VM i Abu Dhabi. Följande månad tog Axling brons i 57 kg-klassen vid World Games i Birmingham. I juni 2023 tog hon guld i 57 kg-klassen vid europeiska spelen i Kraków-Małopolska efter att ha besegrat portugisiska Matilde Melo i finalen.